# Horní Vestec
Horní Vestec (německy Ober Westetz) je malá vesnice, část obce Slavíkov v okrese Havlíčkův Brod. Nachází se asi 1 km na západ od Slavíkova. V roce 2009 zde bylo evidováno 12 adres. V roce 2001 zde trvale žilo 16 obyvatel.
Horní Vestec leží v katastrálním území Dolní Vestec o výměře 2,35 km2.
V Horním Vestci je vrchol kopce Vestec (668 m), nejvyšší bod Železných hor.
Ve vesnici roste památný strom kaštanovník setý.